# Dobretići
Dobretići es una municipalidad y localidad de Bosnia y Herzegovina. Se encuentra en el cantón de Bosnia Central, dentro del territorio de la Federación de Bosnia y Herzegovina. La capital de la municipalidad de Dobretići es la localidad homónima.

## Localidades
La municipalidad de Dobretići se encuentra subdividida en las siguientes localidades:
- Brnjići
- Bunar
- Davidovići
- Donji Orašac
- Gornji Orašac
- Kričići-Jejići
- Melina (Dobretići)
- Mijatovići
- Milaševci
- Pavlovići
- Prisika
- Slipčevići
- Vitovlje Malo
- Vukovići (Dobretići)
- Zapeće
- Zasavica
- Zubovići (Dobretići)

## Demografía
En el año 2009 la población de la municipalidad de Dobretići era de 658 habitantes. La superficie del municipio es de 59 kilómetros cuadrados, con lo que la densidad de población era de 11 habitantes por kilómetro cuadrado.